# Simone Bianco

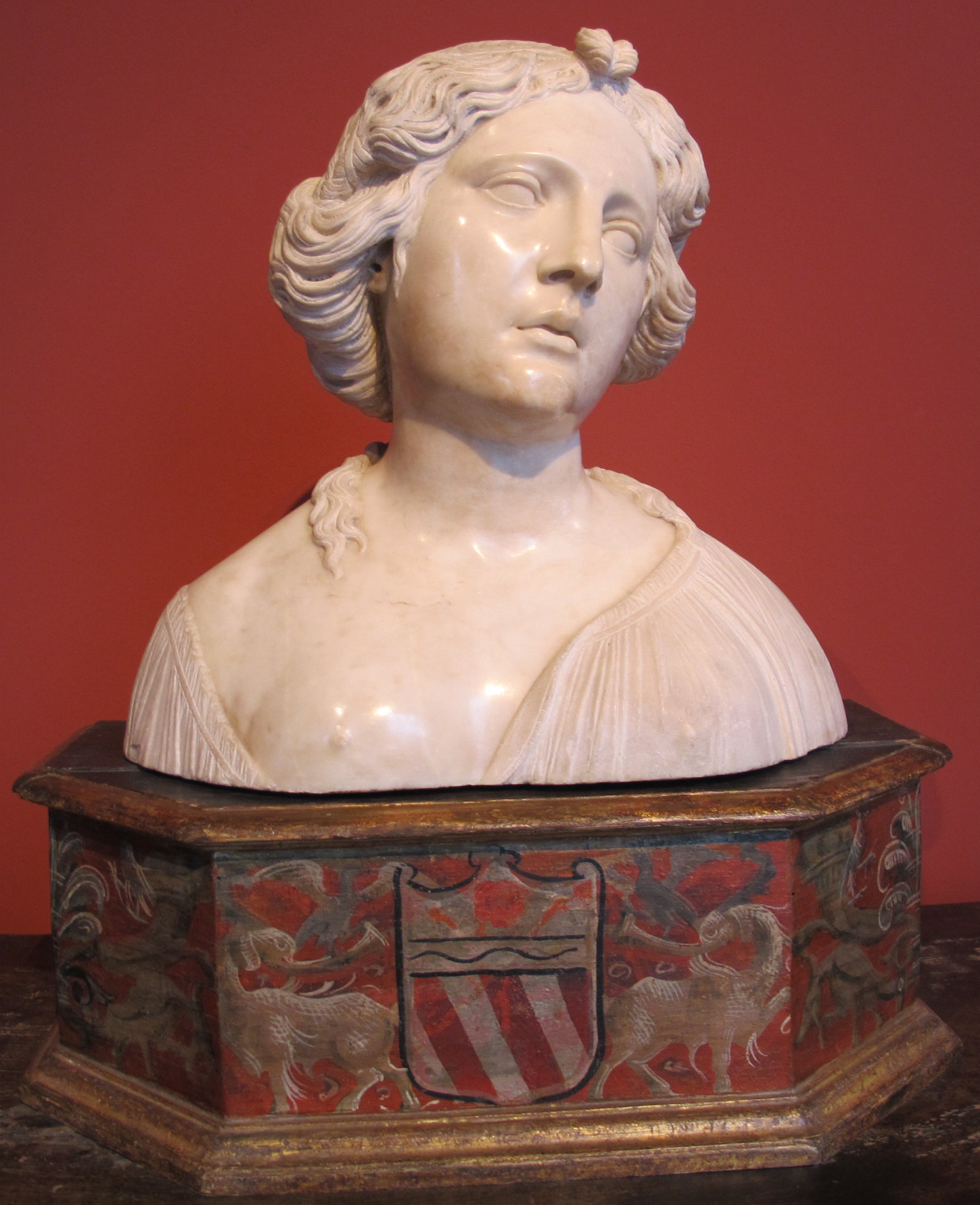
Im Bode-Museum, Berlin

Simone Bianco, eigentlich: Simone di Niccolò Bianco, (nachweisbar von 1512 bis 1553) war ein italienischer Bildhauer.

## Leben
Simone Bianco stammt aus der Provinz Arezzo und wurde in Loro Ciuffenna geboren. Sein genaues Geburtsdatum, seine weitere Herkunft und Ausbildung sind unbekannt. Erstmals erwähnt wird er 1512 in Venedig, wo er zusammen mit dem Steinmetz Martino dal Vedello den Auftrag erhielt, für die Bruderschaft des heiligen Sakraments in Treviso vier große Marmorreliefs mit alttestamentlichen Darstellungen anzufertigen. Dieser Auftrag wurde anscheinend nie ausgeführt. In den Folgejahren muss er sehr aktiv gewesen sein, da Marcantonio Michiel 1532 mehrere Arbeiten seiner Hand in venezianischen Sammlungen erwähnt. Besonders beliebt waren seine Porträtköpfe, von denen venezianische Kaufleute mehrere Beispiele an den französischen Hof sandten, und die vermutlich mit den heute im Louvre und im Schloss von Compiègne aufbewahrten Büsten identisch sind. Mehrfach taucht der Name Biancos in den Schriften des Pietro Aretino auf, mit dem der Bildhauer eng befreundet war. Am 20. Dezember 1547 setzte er sein Testament auf. Im Dezember 1553 war er noch am Leben.
Durch Simone Bianco entwickelte sich in Venedig das Anfertigen von Porträtbüsten zu einer eigenen, anerkannten Kunstform, die vorher in dieser Form nicht bestand. Von seiner Hand haben sich sechs signierte Marmorbüsten erhalten, denen die moderne Forschung weitere Arbeiten zugeordnet hat. Einige der neu zugeordneten Werke sind aus Bronze gefertigt und besonders umstritten, da bis heute kein Nachweis aufgetaucht ist, dass der Künstler mit diesem Material gearbeitet hat. Keine seiner Arbeiten ist datiert.
Drei weitere Büsten konnten dem Künstler zugeordnet werden, so im Jahr 2010 zwei Arbeiten aus dem Besitz des Wiener Kunsthistorischen Museums und 2022 eine weitere aus demjenigen des Bayerischen Nationalmuseums.

## Werke
Die besonders umstrittenen Werke aus Bronze sind durch die vorangestellte Bezeichnung „Bronzebüste“ erkennbar.
- Berlin, Skulpturensammlung
  - Büste des Julius Cäsar
  - Büste einer jungen Frau
  - Bronzebüste eines Mannes
- Boston, Isabella Stewart Gardner Museum
  - Bronzebüste eines Mannes
- Budapest, Szépmuveszéti Muzeum
  - Bronzebüste eines Mannes
- Compiègne, Château
  - Büste eines Mannes, (Leihgabe aus dem Louvre in Paris)
- Florenz, Museo Nazionale Bargello
  - Bronzebüste eines Mannes
- Kopenhagen, Statens Museum for Kunst
  - Büste einer Frau
- London, Victoria & Albert Museum
  - Kniender Engel mit Leuchter
- Lyon, Musée des Beaux-Arts
  - Bronzebüste eines Mannes
- Madrid, Museo del Prado
  - Bronzebüste eines Mannes
- Modena, Galleria Estense
  - Bronzebüste eines Mannes
- München, Bayerisches Nationalmuseum
  - Büste einer Frau[2]
- New York, Metropolitan Museum
  - Bronzebüste eines Mannes
- New York, Collection Untermyer
  - Bronzebüste eines Mannes
- Padua, Museo di Scienze Archeologiche e d'Arte
  - Bronzebüste eines Mannes
- Paris, Musée National du Louvre
  - Büste eines Mannes (sog. Cicero)
  - Büste eines Mannes
- Rom, Palazzo Venezia
  - Büste des Julius Cäsar
  - Bronzebüste eines Mannes
- Stockholm, National Museum
  - Büste eines Mannes
- St. Petersburg
  - Büste des Pietro Aretino
  - Bronzebüste eines Mannes
- Venedig, Museo Archeologico
  - Büste des Julius Cäsar
  - Büste eines Mannes (sog. Caracalla)
  - Büste des Marcus Aurelius
- Washington, National Gallery of Art
  - Bronzebüste eines Mannes
- Wien, Kunsthistorisches Museum
  - Büste eines Mannes
  - Bronzebüste eines Mannes
  - Bronzebüste eines Kindes
- Verbleib unbekannt
  - Putto mit einer Gans, (1920 im römischen Kunsthandel)
  - Büste einer Frau, (zugeschrieben – vermutlich Arbeit eines Schülers – 1971 Pino Donati Galerie in Lugano, danach in Schweizer Privatsammlung)
  - Büste einer Frau, (1992 in der Alex Wengraf Gallery in London)